# Lista de senadores do Brasil da 31.ª legislatura
Esta é a lista de senadores do Brasil da 31.ª legislatura do Congresso Nacional. Inclui-se o nome civil dos parlamentares, o partido ao qual eram filiados na data da posse, sua unidade federativa de origem, bem como outras informações. Esta legislatura do Senado Federal durou de 1 de fevereiro de 1918 a 31 de janeiro de 1920.

## Senadores em exercício ao fim da legislatura
| Imagem              | Nome                                        | Início de mandato       | Fim de mandato         | Observações |
| Alagoas             | Alagoas                                     | Alagoas                 | Alagoas                | Alagoas |
| ------------------- | ------------------------------------------- | ----------------------- | ---------------------- | --- |
|                     | Manuel José de Araújo Góis                  | 15 de novembro de 1906  | 31 de Janeiro de 1923  | [ 2 ] |
|                     | Eusébio Francisco de Andrade                | 1° de Fevereiro de 1918 | 31 de Janeiro de 1927  | [ 3 ] |
|                     | Raimundo Pontes de Miranda                  | 1° de Fevereiro de 1912 | 31 de Janeiro de 1921  | [ 4 ] |
| Amazonas            |                                             |                         |                        | |
|                     | Augusto César Lopes Gonçalves               | 15 de Janeiro de 1917   | 4 de Abril de 1923     | Renunciou a vaga para assumir a vaga por Sergipe, por onde fora eleito senador em 1923                                                                                               |
|                     | Silvério José Néri                          | 11 de fevereiro de 1904 | 11 de novembro de 1930 | Perdeu o mandato com a vitória da Revolução de 1930, que dissolveu os órgãos legislativos do país, partiu para o exílio na Europa                                                    |
|                     | Antônio Muniz Sodré de Aragão               | 1° de Fevereiro de 1918 | 31 de Janeiro de 1927  | Governador da Bahia (1916-1920) |
| Bahia               |                                             |                         |                        | |
|                     | José Joaquim Seabra                         | 1° de fevereiro de 1915 | 20 de março de 1920    | Suplente de José Marcelino de Sousa, posteriormente eleito Governador da Bahia (1920-1924)                                                                                           |
|                     | Luís Viana                                  | 2 de novembro de 1912   | 6 de julho de 1920     | Faleceu no exercício do cargo |
|                     | Ruy Barbosa                                 | 15 de novembro de 1891  | 10 de março de 1921    | Renunciou o mantado em 1921 |
| Ceará               |                                             |                         |                        | |
|                     | Benjamin Liberato Barroso                   | 1° de Fevereiro de 1918 | 31 de Janeiro de 1927  | Duas vezes Governador do Ceará (1891-1892) e (1914-1916) |
|                     | Pedro Borges                                | 13 de julho de 1904     | 31 de janeiro de 1917  | Governador do Ceará (1900-1904) |
|                     | Tomás Pompeu Pinto Accioli                  | 1° de fevereiro de 1909 | 9 de setembro de 1918  | [ 13 ] |
| Espírito Santo      |                                             |                         |                        | |
|                     | Bernardino de Sousa Monteiro                | 24 de Maio de 1920      | 12 de Maio de 1930     | Segunda passagem pelo senado. Governador do Espírito Santo (1916-1920). Faleceu no exercício do cargo                                                                                |
|                     | Jerônimo de Sousa Monteiro                  | 1° de Fevereiro de 1918 | 31 de Janeiro de 1927  | Governador do Espírito Santo (1908-1912) |
|                     | João Luís Alves                             | 23 de outubro de 1916   | 31 de Janeiro de 1921  | Nomeado Ministro da Justiça e Negócios Interiores do Brasil (1922-1925) |
| Distrito Federal    |                                             |                         |                        | |
|                     | Alcindo Guanabara                           | 15 de novembro de 1912  | 20 de agosto de 1918   | Deixou a vaga no senado pela Guanabara, e acabara de ser eleito senador pelo Rio de Janeiro, veio a falecer no cargo                                                                 |
|                     | Irineu Machado                              | 24 de julho de 1916     | 14 de novembro de 1923 | [ 18 ] |
|                     | José Maria Metello Júnior                   | 23 de Janeiro de 1919   | 31 de Janeiro de 1921  | Suplente no exercício do cargo |
| Goiás               |                                             |                         |                        | |
|                     | Eugênio Rodrigues Jardim                    | 28 de julho de 1923     | 25 de julho de 1926    | Tinha acabado de ser reeleito para o senado por Goiás, porém faleceu no exercício do primeiro mandato                                                                                |
|                     | Gonzaga Jaime                               | 1° de fevereiro de 1909 | 29 de janeiro de 1921  | Faleceu no exercício do cargo |
|                     | Hermenegildo de Morais Filho                | 1° de Fevereiro de 1918 | 5 de Dezembro de 1925  | Faleceu no exercício do cargo |
| Maranhão            |                                             |                         |                        | |
|                     | Manuel Bernardino da Costa Rodrigues        | 1° de fevereiro de 1915 | 29 de abril de 1929    | Faleceu no exercício do cargo |
|                     | Francisco Mendes de Almeida                 | 1° de fevereiro de 1915 | 31 de janeiro de 1917  | [ 24 ] |
|                     | José Eusébio                                | 16 de Setembro de 1909  | 25 de Abril de 1925    | Faleceu no exercício do cargo |
| Mato Grosso         |                                             |                         |                        | |
|                     | Antônio Francisco Azeredo                   | 1° de fevereiro de 1897 | 11 de novembro de 1930 | Perdeu o mandato com a vitória da Revolução de 1930, que dissolveu os órgãos legislativos do país, partiu para o exílio na Europa                                                    |
|                     | José Murtinho (José Antônio Murtinho Filho) | 1912                    | 1920                   | |
|                     | Pedro Celestino Corrêa da Costa             | 16 de Agosto de 1911    | 31 de Janeiro de 1921  | Duas vezes Governador do Mato Grosso (1908-1911) e (1922-1924). Pai do também Governador Fernando Correia da Costa                                                                   |
| Minas Gerais        |                                             |                         |                        | |
|                     | Bernardo Pinto Monteiro                     | 15 de novembro de 1910  | 24 de julho de 1924    | Faleceu no exercício do cargo |
|                     | Bueno de Paiva                              | 16 de novembro de 1922  | 4 de agosto de 1928    | Vice-Presidente da República (1920-1922), faleceu no exercício do cargo de senador                                                                                                   |
|                     | Delfim Moreira                              | 8 de Setembro de 1918   | 14 de Novembro de 1918 | Deixou o cargo para assumir a Presidência da República (1919-1920). Delfim e Augusto Rademaker são os únicos a terem exercido primeiro a Presidência para depois a Vice-presidência. |
| Pará                |                                             |                         |                        | |
|                     | Firmo Braga                                 | 1° de Fevereiro de 1918 | 31 de Janeiro de 1921  | [ 33 ] |
|                     | Artur Índio do Brasil e Silva               | 15 de novembro de 1906  | 14 de novembro de 1924 | [ 34 ] |
|                     | Justo Leite Chermont                        | 1° de fevereiro de 1911 | 2 de abril de 1926     | Faleceu no exercício do cargo |
| Paraíba             |                                             |                         |                        | |
|                     | Antônio Massa                               | 1° de Fevereiro de 1918 | 31 de Janeiro de 1921  | [ 36 ] |
|                     | Pedro da Cunha Pedrosa                      | 28 de agosto de 1912    | 5 de Outubro de 1923   | [ 37 ] |
|                     | Epitácio Pessoa                             | 3 de maio de 1913       | 27 de julho de 1919    | Eleito Presidente do Brasil (1919-1922) |
| Paraná              |                                             |                         |                        | |
|                     | Alencar Guimarães                           | 27 de abril de 1908     | 8 de outubro de 1920   | [ 39 ] |
|                     | Generoso Marques dos Santos                 | 1° de fevereiro de 1909 | 22 de maio de 1926     | Governador do Paraná (1891) |
|                     | Francisco Xavier da Silva                   | 15 de novembro de 1916  | 11 de junho de 1922    | Quatro vezes Governador do Paraná (1892-1893), (1894-1896), (1900-1904) e (1908-1912)                                                                                                |
| Pernambuco          |                                             |                         |                        | |
|                     | Dantas Barreto                              | 1° de Fevereiro de 1916 | 31 de Janeiro de 1921  | Eleito Deputado Federal (1921-1923). Governador de Pernambuco (1911-1915) |
|                     | João Ribeiro de Brito                       | 3 de Novembro de 1912   | 31 de Janeiro de 1921  | [ 43 ] |
|                     | José Rufino Bezerra Cavalcanti              | 1° de Fevereiro de 1918 | 17 de Dezembro de 1919 | Renunciou para assumir o governo de Pernambuco (1919-1923) |
| Piauí               |                                             |                         |                        | |
|                     | Abdias da Costa Neves                       | 1° de Fevereiro de 1918 | 31 de Dezembro de 1923 | [ 45 ] |
|                     | Antonino Freire da Silva                    | 1° de Fevereiro de 1918 | 31 de Janeiro de 1927  | Eleito Deputado Federal (1927-1930). Governador do Piauí (1910-1912) |
|                     | Félix Pacheco                               | 1° de Fevereiro de 1918 | 6 de Março de 1928     | Se licenciou do senado no período (1923-1927 para assumir o Ministério do Exterior do Brasil                                                                                         |
| Rio de Janeiro      |                                             |                         |                        | |
|                     | Lourenço Maria de Almeida Batista           | 21 de Agosto de 1916    | 31 de Janeiro de 1921  | Segunda passagem pelo senado |
|                     | Érico Marinho da Gama Coelho                | 1° de Outubro de 1914   | 31 de Janeiro de 1921  | Segunda passagem pelo senado. Constituinte em 1891 |
|                     | Miguel Joaquim Ribeiro de Carvalho          | 1° de Fevereiro de 1915 | 11 de Novembro de 1930 | [ 50 ] |
| Rio Grande do Norte |                                             |                         |                        | |
|                     | Elói de Sousa                               | 1° de Fevereiro de 1914 | 31 de Janeiro de 1927  | [ 51 ] |
|                     | Joaquim Ferreira Chaves                     | 1° de Janeiro de 1921   | 31 de Janeiro de 1921  | Duas vezes Governador do Rio Grande do Norte (1896-1900) e (1914-1920). Renunciou o mandato para assumir o Ministério da Justiça e Negócios Interiores do Brasil                     |
|                     | João Lyra Tavares                           | 1° de Fevereiro de 1915 | 11 de Novembro de 1930 | Faleceu em 30 de Dezembro de 1930 |
| Rio Grande do Sul   |                                             |                         |                        | |
|                     | Carlos Barbosa Gonçalves                    | 1° de Janeiro de 1920   | 28 de Novembro de 1929 | Governador do Rio Grande do Sul (1908-1913) |
|                     | Rivadávia da Cunha Correia                  | 7 de Maio de 1916       | 9 de Fevereiro de 1920 | Faleceu no exercício do cargo. Prefeito do Distrito Federal (1914-1916) |
|                     | Soares dos Santos                           |                         |                        | [ 56 ] |
| Santa Catarina      |                                             |                         |                        | |
|                     | Filipe Schmidt                              |                         |                        | [ 57 ] |
|                     | Hercílio Luz                                |                         |                        | [ 58 ] |
|                     | Lauro Müller                                |                         |                        | [ 59 ] |
| São Paulo           |                                             |                         |                        | |
|                     | Adolfo Gordo                                |                         |                        | [ 60 ] |
|                     | Alfredo Ellis                               |                         |                        | [ 61 ] |
|                     | Álvaro Augusto da Costa Carvalho            |                         |                        | [ 62 ] |
| Sergipe             |                                             |                         |                        | |
|                     | Gonçalo de Faro Rollemberg                  |                         |                        | [ 63 ] |
|                     | Manuel Prisciliano de Oliveira Valadão      |                         |                        | [ 64 ] |
|                     | José Joaquim Pereira Lobo                   |                         |                        | [ 65 ] |